# Аюб Ель-Амлуд
Аюб Ель Амлуд (араб. أيوب العملود; 8 квітня 1994, Варзазат) — марокканський футболіст.

## Клубна кар'єра
Вихованець клубу ФАР (Рабат). З 2013 року став виступати у першій команді, але виходив на поле вкрай рідко, тому сезон 2015/16 провів на правах оренди у команді другого дивізіону «Шабаб Атлас» (Хеніфра), якій допоміг посісти перше місце і вийти до вищого дивізіону. Після повернення до рідної команди зумів закріпитись в основі.
19 вересня 2018 року перейшов у «Відад», з яким тричі виграв чемпіонат, а також африканську Лігу чемпіонів у сезоні 2021/22.

## Виступи за збірні
8 червня 2021 року дебютував за національну збірну Марокко в товариській грі проти Гани (1:0), де вийшов у стартовому складі і на 86-й хвилині. був замінений на Аюба Ель-Каабі.

## Титули і досягнення
- Чемпіон Марокко (3):

«Відад» (Касабланка): 2018/19, 2020/21, 2021/22
- Переможець Ліги чемпіонів КАФ (1):

«Відад» (Касабланка): 2021/22